# Balkánská dohoda

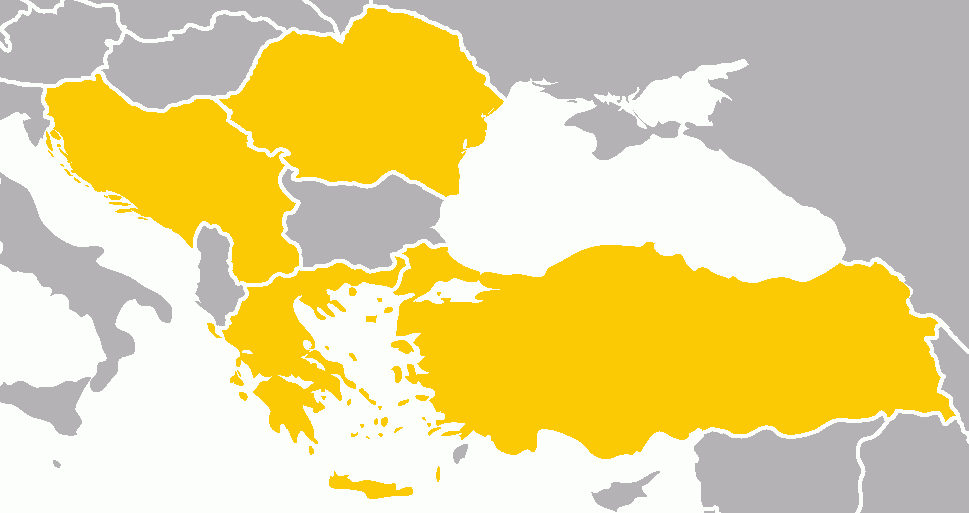
Mapa zúčastněných států

Balkánská dohoda, nebo také Balkánský pakt, byla dohoda podepsaná Řeckem, Tureckem, Rumunskem a Jugoslávií 9. února 1934, zaměřená na udržení geopolitického statu quo v regionu po první světové válce. Signatáři souhlasili s odložením veškerých svých vzájemných sporných teritoriálních nároků. Ostatním národům v regionu, Itálii, Albánii, Bulharsku, Maďarsku a Sovětskému svazu, jež byly zapojeny v související diplomacii, dokument nebylo dovoleno podepsat. Nesignatáři byly většinou ty státy, jejichž vlády zamýšlely obsadit území některých členských států. Tento dokument přivítala především Francie, jejíž političtí představitelé v něm viděli záruku své politiky v této části Evropy.
Balkánská dohoda pomohla zajistit mír mezi Tureckem a nezávislými zeměmi v jihovýchodní Evropě, které vznikly z částí Osmanské říše, nejdůležitěji s Řeckem. Během druhé světové války však zkrachovala na regionálních intrikách, podporovaných vojenskými intervencemi mocností – především Německa, Británie a Sovětského svazu.